# Винчестер (Кентаки)
Винчестер (енгл. Winchester) град је у америчкој савезној држави Кентаки.

## Демографија
По попису из 2010. године број становника је 18.368, што је 1.644 (9,8%) становника више него 2000. године.
| Група             | 2000.          | 2010.          |
| Белци             | 14.764 (88,3%) | 15.857 (86,3%) |
| Афроамериканци    | 1.477 (8,8%)   | 1.502 (8,2%)   |
| Азијати           | 42 (0,3%)      | 75 (0,4%)      |
| Хиспаноамериканци | 268 (1,6%)     | 605 (3,3%)     |
| Укупно            | 16.724         | 18.368         |